# Grand Prix Formule 1 van Brazilië 2004
De Grand Prix Formule 1 van Brazilië 2004 werd gehouden op 24 oktober 2004 op Autódromo José Carlos Pace in São Paulo.

## Uitslag
| Positie | Nummer | Rijder               | Team               | Ronden | Tijd/Opgave | Startplaats | Punten |
| ------- | ------ | -------------------- | ------------------ | ------ | ----------- | ----------- | ------ |
| 1       | 3      | Juan Pablo Montoya   | Williams-BMW       | 71     | 1:28:01.451 | 2           | 10     |
| 2       | 6      | Kimi Räikkönen       | McLaren - Mercedes | 71     | +1.022      | 3           | 8      |
| 3       | 2      | Rubens Barrichello   | Scuderia Ferrari   | 71     | +24.099     | 1           | 6      |
| 4       | 8      | Fernando Alonso      | Renault            | 71     | +48.508     | 8           | 5      |
| 5       | 4      | Ralf Schumacher      | Williams-BMW       | 71     | +49.740     | 7           | 4      |
| 6       | 10     | Takuma Sato          | BAR-Honda          | 71     | +50.248     | 6           | 3      |
| 7       | 1      | Michael Schumacher   | Scuderia Ferrari   | 71     | +50.626     | 18          | 2      |
| 8       | 12     | Felipe Massa         | Sauber - Petronas  | 71     | +1:02.310   | 4           | 1      |
| 9       | 11     | Giancarlo Fisichella | Sauber - Petronas  | 71     | +1:03.842   | 10          |        |
| 10      | 7      | Jacques Villeneuve   | Renault            | 70     | +1 Ronde    | 13          |        |
| 11      | 5      | David Coulthard      | McLaren - Mercedes | 70     | +1 Ronde    | 12          |        |
| 12      | 16     | Jarno Trulli         | Toyota             | 70     | +1 Ronde    | 9           |        |
| 13      | 17     | Ricardo Zonta        | Toyota             | 70     | +1 Ronde    | 14          |        |
| 14      | 15     | Christian Klien      | Jaguar Racing      | 69     | +2 Rondes   | 15          |        |
| 15      | 19     | Timo Glock           | Jordan-Ford        | 69     | +2 Rondes   | 17          |        |
| 16      | 21     | Zsolt Baumgartner    | Minardi - Cosworth | 67     | +4 Rondes   | 19          |        |
| 17      | 20     | Gianmaria Bruni      | Minardi - Cosworth | 67     | +4 Rondes   | 20          |        |
| Ret     | 14     | Mark Webber          | Jaguar Racing      | 23     | Botsing     | 11          |        |
| Ret     | 18     | Nick Heidfeld        | Jordan-Ford        | 15     | Koppeling   | 16          |        |
| Ret     | 9      | Jenson Button        | BAR-Honda          | 3      | Motor       | 5           |        |

## Wetenswaardigheden
- Laatste race: Gianmaria Bruni, Zsolt Baumgartner, Ford motoren, Jaguar. Jaguar werd in 2005 overgenomen door Red Bull Racing.

- Laatste overwinning voor team: Juan Pablo Montoya. Hij vertrok hierna naar McLaren.
- Laatste race voor team: Juan Pablo Montoya voor Williams, Ralf Schumacher voor Williams, Giancarlo Fisichella voor Sauber en David Coulthard voor McLaren. Montoya vertrok naar McLaren, Schumacher naar Toyota, Fisichella naar Renault en Coulthard naar Red Bull Racing.
- Laatste race voor sponsorteam: Red Bull voor Sauber. Credit Suisse werd de hoofdsponsor in 2005.
- Laatste race voor tv-zender: de Indonesische zender TPI. Ze ruilden naar GlobalTV vanaf 2005 tot heden.
- Rondeleiders: Kimi Räikkönen 9 (1-3; 29; 51-55), Rubens Barrichello 2 (4-5), Felipe Massa 2 (6-7), Fernando Alonso 11 (8-18) en Juan Pablo Montoya 47 (19-28; 30-50; 56-71).
- Michael Schumacher kwalificeerde zich als 8e maar werd 10 plaatsen achteruit gezet vanwege een motorwissel.
- Ricardo Zonta keerde terug bij Toyota voor zijn thuisrace en verving Olivier Panis voor deze race. Hij racete met auto nummer 17 omdat teamgenoot Jarno Trulli nummer 16 kreeg.
- Na deze race had elk team punten gescoord in 2004.
- De derde plaats van Rubens Barrichello betekende dat op elk podium in 2004 een of twee Ferrari's stonden.

## Statistieken
| Snelste ronde | Juan Pablo Montoya | Williams-BMW | 1:11.473 |

## Noot
- Dit waren de eerste rondes als raceleider voor Felipe Massa.
- Zevende (en vijfde opeenvolgende) wereldkampioenschap voor Michael Schumacher en voor een Duitse coureur. Door zijn titel voor een vierde opeenvolgende keer succesvol te verdedigen, vestigde Schumacher een (per 2025) ongeëvenaard record.

1972 · 1973 · 1974 · 1975 · 1976 · 1977 · 1978 · 1979 · 1980 · 1981 · 1982 · 1983 · 1984 · 1985 · 1986 · 1987 · 1988 · 1989 · 1990 · 1991 · 1992 · 1993 · 1994 · 1995 · 1996 · 1997 · 1998 · 1999 · 2000 · 2001 · 2002 · 2003 · 2004 · 2005 · 2006 · 2007 · 2008 · 2009 · 2010 · 2011 · 2012 · 2013 · 2014 · 2015 · 2016 · 2017 · 2018 · 2019